# Küçükdoğanca, İpsala
Küçükdoğanca là một xã thuộc huyện İpsala, tỉnh Edirne, Thổ Nhĩ Kỳ. Dân số thời điểm năm 2011 là 149 người.